# قرار مجلس الأمن التابع للأمم المتحدة رقم 1432
قرار مجلس الأمن التابع للأمم المتحدة رقم 1432، المتخذ بالإجماع في 15 آب / أغسطس 2002، بعد إعادة تأكيد القرارين 1127 (1997) و1412 (2002)، مدد المجلس تعليق قيود السفر المفروضة على مسؤولي يونيتا في أنغولا لمدة 90 يوما أخرى.
ورحب مجلس الأمن مرة أخرى بالتوقيع على مذكرة تفاهم بين يونيتا والحكومة الأنغولية في 4 أبريل 2002 تتعلق ببروتوكول لوساكا. وعلاوة على ذلك، تم الترحيب بالجهود التي تبذلها الحكومة الأنغولية لتعزيز الظروف السلمية والآمنة والمصالحة الوطنية، وجهود يونيتا لكي تصبح نشطة في العملية السياسية في البلاد. وتم التشديد على تنفيذ اتفاقات السلام وبروتوكول لوساكا وقرارات مجلس الأمن ذات الصلة، بينما أُثني على حل الجناح العسكري ليونيتا.
واعترافا بضرورة سفر مسؤولي يونيتا من أجل النهوض بعملية السلام والمصالحة الوطنية وعملا بموجب الفصل السابع من ميثاق الأمم المتحدة، علق المجلس حظر السفر المفروض على مسؤولي يونيتا لمدة 90 يوما. وستتم مراجعة التعليق في نهاية فترة التسعين يوما بناء على المعلومات المتاحة بشأن تنفيذ اتفاقيات السلام. وظلت قيود أخرى مفروضة على يونيتا.
في نفس اليوم، اعتمد المجلس القرار 1433 الذي أنشأ بعثة الأمم المتحدة في أنغولا.

## روابط خارجية
- نص القرار في undocs.org